# Кочичиїт (Массачусетс)
Кочичиїт (англ. Cochituate) — переписна місцевість (CDP) в США, в окрузі Міддлсекс штату Массачусетс. Населення — 6927 осіб (2020).

## Географія
Кочичиїт розташований за координатами 42°19′40″ пн. ш. 71°21′8″ зх. д. / 42.32778° пн. ш. 71.35222° зх. д. (42.327726, -71.352313).  За даними Бюро перепису населення США в 2010 році переписна місцевість мала площу 10,78 км², з яких 9,87 км² — суходіл та 0,92 км² — водойми.

## Демографія
Згідно з переписом 2010 року, у переписній місцевості мешкало 6569 осіб у 2463 домогосподарствах у складі 1795 родин. Густота населення становила 609 осіб/км².  Було 2563 помешкання (238/км²).
Расовий склад населення:
| - 85,4 % — білих - 11,4 % — азіатів - 1,1 % — чорних або афроамериканців |

До двох чи більше рас належало 1,5 %. Частка іспаномовних становила 2,5 % від усіх жителів.
За віковим діапазоном населення розподілялося таким чином: 26,4 % — особи молодші 18 років, 57,0 % — особи у віці 18—64 років, 16,6 % — особи у віці 65 років та старші. Медіана віку мешканця становила 44,8 року. На 100 осіб жіночої статі у переписній місцевості припадало 92,9 чоловіків;  на 100 жінок у віці від 18 років та старших — 89,2 чоловіків також старших 18 років.
Середній дохід на одне домашнє господарство  становив 148 791 долар США (медіана — 126 875), а середній дохід на одну сім'ю — 184 335 доларів (медіана — 171 348). За межею бідності перебувало 6,6 % осіб, у тому числі 5,8 % дітей у віці до 18 років та 9,2 % осіб у віці 65 років та старших.
Цивільне працевлаштоване населення становило 3338 осіб. Основні галузі зайнятості: науковці, спеціалісти, менеджери — 28,8 %, освіта, охорона здоров'я та соціальна допомога — 25,3 %, роздрібна торгівля — 9,2 %, виробництво — 8,7 %.